# Companhia Estadual de Engenharia de Transportes e Logística
Die Companhia Estadual de Engenharia de Transportes e Logística (Gründung im Mai 2001), bekannt unter der Abkürzung CENTRAL, ist eine brasilianische Bahngesellschaft im Bundesstaat Rio de Janeiro. Sie betreibt ein meterspuriges Streckennetz mit einer Gesamtstreckenlänge von 52,3 km. Zwei weitere Strecken befinden sich im Bau bzw. in der Planung.

## Bahnstrecken
Die staatliche Gesellschaft wurde gegründet, um den Betrieb der vorherigen Gesellschaft Flumitrens fortzusetzen und die Infrastruktur der verbliebenen Strecken des staatlichen Personennahverkehrs im Raum Rio de Janeiro zu betreiben und den Zugbetrieb durchzuführen. Alle übrigen Strecken sind an den privaten Betreiber Supervia lizenziert worden. CENTRAL ist ebenfalls für den Betrieb der berühmten Straßenbahn von Santa Teresa (Bonde de Santa Teresa) verantwortlich.
| Line       | Terminals                      | Einweihung | Länge in (km) | Haltestellen | Fahrzeit in Min. | Betriebszeiten              |
| ---------- | ------------------------------ | ---------- | ------------- | ------------ | ---------------- | --------------------------- |
| Guapimirim | Saracuruna – Guapimirim        | 2001       | 17,3          | 19           | 69 Min           | täglich 05.00 bis 23.00 Uhr |
| Niterói    | Niterói – Visconde de Itaboraí | 2001       | 32,8          | 14           | ---              | täglich 05.00 bis 23.00 Uhr |
| Barrinha   | Japerí – Barra do Piraí        | ---        | 46            | 11           | ---              | Im Bau                      |
| Itaguaí    | Santa Cruz – Itaguaí           | ---        | 10            | 5            | ---              | In Planung                  |
| Campos     | Central de Campos – Guarus     | 2007       | 2             | 4            | 9 Min            | täglich 06.00 bis 16.30 Uhr |